# Václav Smoček
Václav Smoček (* 29. července 1960 Čeladná) je bývalý český fotbalový záložník.

## Fotbalová kariéra
V lize hrál za Baník Ostrava. V československé lize nastoupil ve 47 utkáních a dal 2 góly. Dále hrál za ŽD Bohumín, TJ VOKD Poruba a VTJ Tábor.

## Ligová bilance
| Ročník                                   | Zápasy | Góly | Klub          |
| ---------------------------------------- | ------ | ---- | ------------- |
| 1. československá fotbalová liga 1985/86 | 15     | 0    | Baník Ostrava |
| 1. československá fotbalová liga 1986/87 | 18     | 1    | Baník Ostrava |
| 1. československá fotbalová liga 1987/88 | 14     | 1    | Baník Ostrava |
| CELKEM                                   | 47     | 2    |               |